# Pigeon rousset
Patagioenas cayennensis
Espèce
Synonymes
- Columba cayennensis

Répartition géographique
Statut de conservation UICN

 LC  : Préoccupation mineure
Le Pigeon rousset (Patagioenas cayennensis) est une espèce d'oiseaux de la famille des Columbidae. 

## Description
Cet oiseau mesure environ 30 cm de longueur. La tête est grise, la nuque vert métallique, le dos brun violacé, la poitrine brun rosé, le ventre de même couleur mêlée de plumes blanches et le bas-ventre blanc.

## Habitat
Cet oiseau fréquente les milieux peu boisés jusqu'à 600 m d'altitude.

## Alimentation
Le Pigeon rousset consomme des fruits.

### Sous-espèces
D'après la classification de référence (version 15.1, 2025) du Congrès ornithologique international il se répartit en sept sous-espèces (ordre phylogénique) :
- Patagioenas cayennensis pallidicrissa (Chubb, 1910) — du sud-est du Mexique au nord de la Colombie ;
- Patagioenas cayennensis occidentalis (Sztolcman, 1926) — El Chocó ;
- Patagioenas cayennensis tamboensis (Conover, 1938) — ouest de la Colombie ;
- Patagioenas cayennensis andersoni (Cory, 1915) — nord de l'Amazonie ;
- Patagioenas cayennensis tobagensis (Cory, 1915) — Trinité-et-Tobago ;
- Patagioenas cayennensis cayennensis (Bonnaterre, 1792) — plateau des Guyanes ;
- Patagioenas cayennensis sylvestris (Vieillot, 1818) — répandu à travers le nord sud-américain (à l'est des Andes et au sud de l'Amazone).